# Arvo Pärt
Arvo Pärt (Aussprache: [ˈɑrvo ˈpært]; * 11. September 1935 in Paide, Estland) ist ein estnischer Komponist, der als Vertreter der Neuen Einfachheit als einer der bedeutendsten lebenden Komponisten Neuer Musik gilt. Er hat die österreichische Staatsbürgerschaft. Von 1981 bis 2008 lebte er in Berlin.

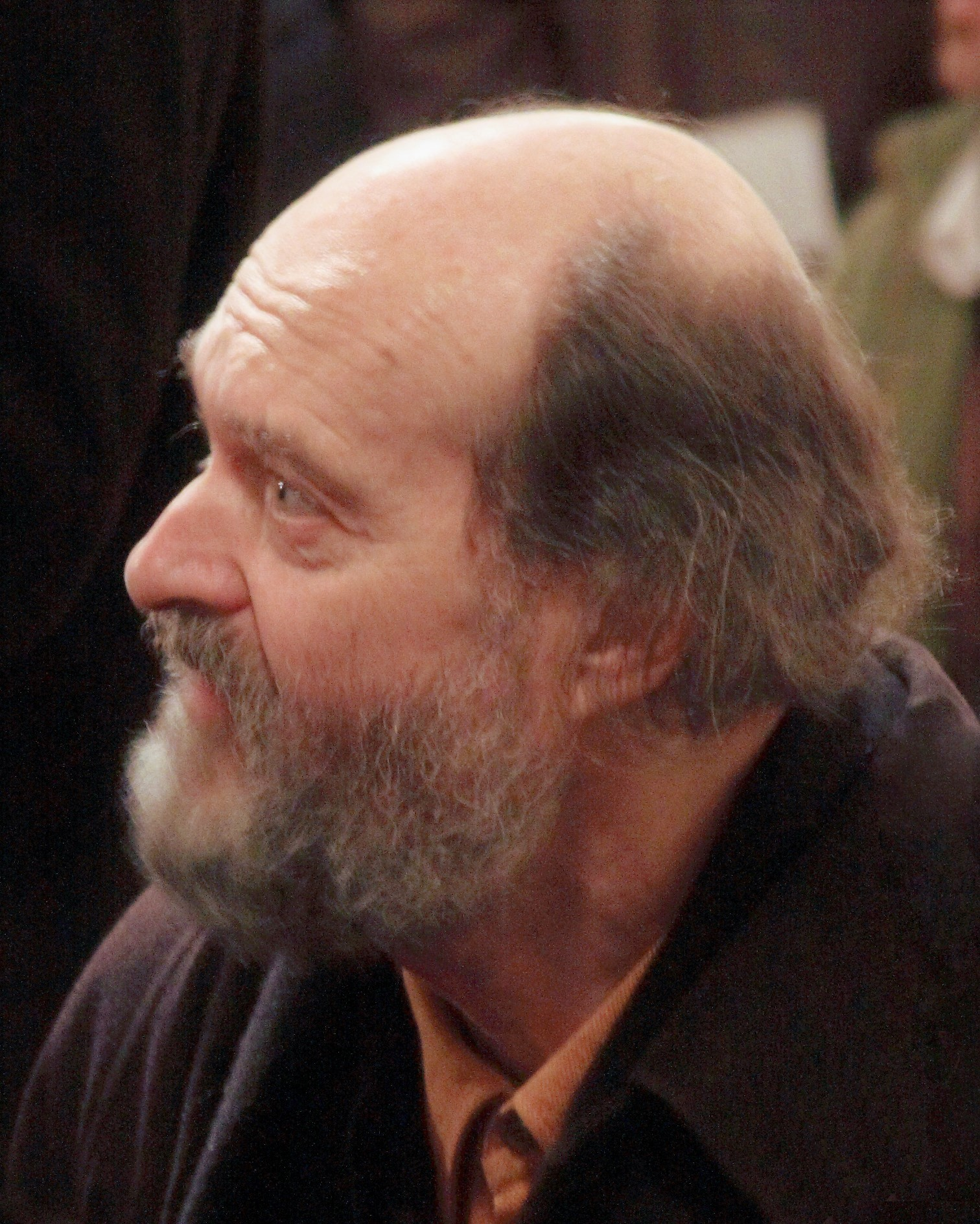
Arvo Pärt in der Christchurch Cathedral, Dublin (2008)

## Leben
Pärt wurde in Paide im Kreis Järva in Estland geboren und wuchs bei seiner Mutter und seinem Stiefvater in Rakvere in Nordestland auf. Er begann, mit den oberen und unteren Tönen des Klaviers der Familie zu experimentieren, da der mittlere Tastaturbereich beschädigt war.
Im Alter von sieben Jahren begann Arvo Pärts musikalische Erziehung, mit vierzehn Jahren schrieb er erste eigene Kompositionen. 1954 begann er ein Musikstudium, arbeitete als Tonmeister beim Estnischen Hörfunk und studierte in Tallinn von 1958 bis 1963 Komposition bei Veljo Tormis und Heino Eller. Sein neoklassisches Frühwerk wurde von der Musik Schostakowitschs, Prokofjews und Bartóks beeinflusst. Anschließend experimentierte Pärt mit Schönbergs Zwölftontechnik und dem musikalischen Serialismus.
Seine Musik erregte den Unwillen der sowjetischen Kulturfunktionäre wegen der als nicht systemkonform angesehenen modernen Komponierweise und ihres religiösen Gehalts. Seine Komposition Nekrolog, das erste estnische Werk in Zwölftontechnik, wurde 1960 von Tichon Chrennikow wegen ihres Serialismus offiziell missbilligt. Pärt suchte nach einem neuen künstlerischen Ausdrucksweg und fand ihn ab 1962 als Student am Moskauer Konservatorium in der sogenannten Collage-Technik, in der er (wie in seiner Komposition Credo) Klangmaterial aus den Werken anderer Komponisten entlehnt, vor allem von Johann Sebastian Bach. Die Collage-Technik erwies sich für Pärt jedoch als Sackgasse: Er hatte das Gefühl, „es [ergebe] keinen Sinn mehr, Musik zu schreiben, wenn man fast nur mehr zitiert“.
1972 trat Pärt der russisch-orthodoxen Kirche bei. In einer langen schöpferischen Pause (1968–1976), in der die 3. Sinfonie (1971) das einzige autorisierte Werk ist, befasste er sich vor allem mit der Gregorianik (Gregorianischer Gesang), der Schule von Notre Dame und der Musik der Renaissance (klassische Vokalpolyphonie). Als Pärt 1976 das Klavierstück Für Alina präsentierte, hatte er in der langen Abgeschiedenheit seinen persönlichen Stil entwickelt, in dem die persönliche Gefühlswelt zugunsten einer dem Asketischen entsprungenen Balance zurücktritt.
Diese neue Sprache, die für diese Epoche seines Lebenswerk bestimmend ist, nannte er Tintinnabuli-Stil. Tintinnabulum (lateinisch) bedeutet Glöckchenspiel. Gemeint ist das „Klingeln“ des Dreiklangs, dessen drei Töne das ganze Stück über mittönen. Das Ziel dieses Stils ist eine Reduktion des Klangmaterials auf das absolut Wesentliche. Kompositionstechnisch bestehen Pärts Tintinnabuli-Werke aus zwei Stimmen: Eine Stimme besteht aus einem Dur- oder Moll-Dreiklang, die zweite ist die Melodiestimme, die nicht zwingend in derselben Tonart steht wie die erste. Beide Stimmen sind durch strenge Regeln miteinander verknüpft. Der kleinste musikalische Baustein ist der Zweiklang, weshalb auch die Melodiestimme aus zwei Stimmen besteht. Die daraus entstehenden Gebilde entbehren trotz der Einfachheit des Materials und des Ziels der Reduktion auf das Wesentliche nicht der Komplexität. Mit Hilfe alter Techniken wie des Proportionskanons entwickelt er Formen, die durch ihre Regelmäßigkeit große Ruhe ausstrahlen. Statische Dreiklänge repräsentieren die Ewigkeit, dynamische Melodien die Vergänglichkeit der Zeit.
Im Jahr 1980 emigrierte Arvo Pärt auf Druck der sowjetischen Regierung mit seiner Familie nach Wien, wo er die österreichische Staatsbürgerschaft erhielt. 1981 kam er als Stipendiat des Deutschen Akademischen Austauschdienstes (DAAD) mit seiner Familie nach Berlin-Lankwitz. Nach dem Zerfall der Sowjetunion und der Unabhängigkeit Estlands verbrachte er Teile des Jahres in seinem estnischen Landhaus. 2008 kehrte er nach Estland zurück.
Pärt erfreut sich einer für einen zeitgenössischen Komponisten ungewöhnlich großen Beliebtheit. Auf Einladung von Walter Fink war er 2005 der 15. Komponist im jährlichen Komponistenporträt des Rheingau Musik Festival. Das Festival Torino Settembre Musica ehrte Pärt anlässlich der Olympischen Winterspiele von Turin mit der Auftragskomposition La Sindone (Das Grabtuch), einer Orchesterkomposition auf das Turiner Grabtuch, die am 15. Februar 2006 im Dom von Turin uraufgeführt wurde. Deren deutsche Erstaufführung durch die Symphoniker Hamburg fand am 24. Februar 2007 in der Hamburger Laeiszhalle in Anwesenheit Pärts statt.
Die Aufführung seiner Werke in der Konzertsaison 2006/2007 widmete Arvo Pärt der am 7. Oktober 2006 ermordeten Journalistin Anna Politkowskaja.
2014 erhielt er die Ehrenmitgliedschaft der International Society for Contemporary Music ISCM (Internationale Gesellschaft für Neue Musik).
Am 13. Oktober 2018 wurde das von Nieto Sobejano Arquitectos geplante Arvo Pärt Centre in Laulasmaa (Estland) eröffnet.

## Ehrungen (Auswahl)
- 1990: Der Asteroid (4087) Pärt wird nach Arvo Pärt benannt.[9]
- 1996: Aufnahme in die American Academy of Arts and Letters
- 1998: Ehrendoktorwürde der Universität Tartu
- 2001: Assoziiertes Mitglied der Académie royale des Sciences, des Lettres et des Beaux-Arts de Belgique[10]
- 2003: Contemporary Music Award der Classical BRIT Awards
- 2005: Preis der Europäischen Kirchenmusik
- 2006: Orden des Staatswappens
- 2007: Internationaler Brückepreis
- 2007: Ehrendoktorwürde der Katholischen Theologischen Fakultät der Albert-Ludwigs-Universität Freiburg[11]
- 2008: Léonie-Sonning-Musikpreis
- 2008: Österreichisches Ehrenkreuz für Wissenschaft und Kunst I. Klasse
- 2011: Ritter (Chevalier) der Ehrenlegion
- 2011: Ernennung zum Mitglied des Päpstlichen Rates für die Kultur[12]
- 2013: Ernennung zum Archon des Ökumenischen Patriarchates von Konstantinopel
- 2014: Ernennung zum Ehrenmitglied der International Society for Contemporary Music ISCM[13]
- 2014: Praemium Imperiale der japanischen Kaiserfamilie
- 2015: Österreichisches Ehrenzeichen für Wissenschaft und Kunst
- 2016: Ehrendoktorwürde der Universität Oxford
- 2017: Joseph-Ratzinger-Preis
- 2018: Gloria-Artis-Medaille für kulturelle Verdienste
- 2019: Deutscher Musikautorenpreis in der Kategorie Chormusik
- 2020: BBVA Foundation Frontiers of Knowledge Awards in der Kategorie Musik/Oper
- 2021: Großes Verdienstkreuz des Verdienstordens der Bundesrepublik Deutschland[14]
- 2023: Polar Music Prize

## Werk
Arvo Pärt strebt in seiner fast ausschließlich religiös motivierten Musik nach einem Ideal der Einfachheit, das die spirituelle Botschaft unterstützt. Pärt erklärt seine Musik so: 

„Ich habe entdeckt, dass es genügt, wenn ein einziger Ton schön gespielt wird. Dieser Ton, die Stille oder das Schweigen beruhigen mich. Ich arbeite mit wenig Material, mit einer Stimme, mit zwei Stimmen. Ich baue aus primitivem Stoff, aus einem Dreiklang, einer bestimmten Tonqualität. Die drei Klänge eines Dreiklangs wirken glockenähnlich. So habe ich es Tintinnabuli genannt.“

Ein typisches Beispiel für seinen Stil ist seine Johannespassion, für die er wie für viele seiner Werke 

„eine objektive, überpersönliche Art der musikalischen Umsetzung wählte. Der Text wird ohne jegliche Ergänzungen in Latein, der einstigen Weltsprache der Kirche, vorgetragen; Jesus und Pilatus sind zwar solistisch besetzt, ihr Gesang ist aber vollkommen eingebettet in den gleichmäßig meditativen, nicht konzertanten musikalischen Verlauf; der Evangelistenpart wird von ein bis vier Sängern in stets gleichbleibender, [...] mit diatonischen Dissonanzen angereicherter a-Moll-Tonalität vorgetragen.“

Aus der Begründung der Gesellschaft zur Verleihung des Internationalen Brückepreises: 

„Arvo Pärt hat mit musikalischen Mitteln dazu beigetragen, die spirituell prägenden Kräfte Europas aufeinander zuzuführen. In seinem Schaffen treffen sich Traditionen aus dem östlich-orthodoxen, dem römisch-katholischen und dem protestantischen Europa und bereichern sich wechselseitig. Es gelang ihm, eine Brücke zwischen Ästhetik, Ethik und Spiritualität zu schlagen und Elemente der Musiksprache des Ostens in die Konzertsäle des Westens einzubringen und einem breiten Publikum zugänglich zu machen. Sein Schaffen genießt so große Akzeptanz wie bei keinem anderen Komponisten der zeitgenössischen Musik. Sein Werk macht das menschliche Grundbedürfnis nach einer Verbindung von Ästhetik, Ethik und Spiritualität, die in unserer überwiegend säkularisierten Gesellschaft so oft der Politik und der Ökonomie untergeordnet werden, deutlich und erlebbar. Pärt schärft so den Sinn für die menschliche Gemeinsamkeit und Grunderfahrungen und leistet damit einen Völker verbindenden, Frieden stiftenden Beitrag für alle Menschen in unterschiedlichen gesellschaftlichen Systemen und Kulturen.“

## Werke

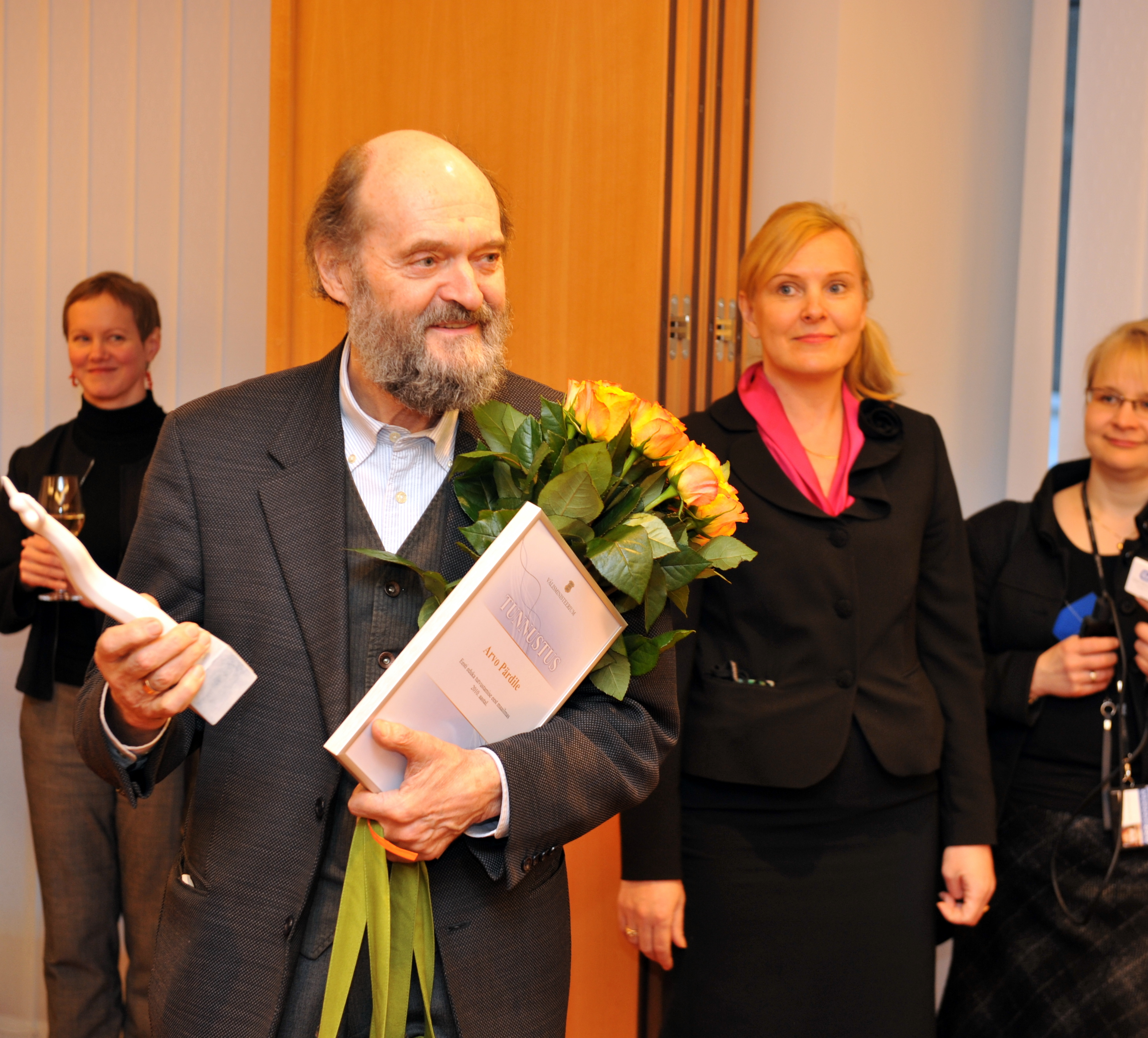
Arvo Pärt im Jahre 2011

- 1956–1957: Vier leichte Tanzstücke. (Musik für Kindertheater) für Klavier
- 1958/1959: 2 Sonatinen. op. 1 für Klavier
- 1959: Partita. op. 2 für Klavier
- 1959/2003: Kantate Meie aed (Unser Garten)/Our Garden. op. 3 für Kinderchor und Orchester
- 1956–1964: 5 laulu lastele (5 Kinderlieder). Für Kinderchor und Klavier
- 1960: Nekrolog. Für Orchester
- 1963: Perpetuum mobile. op. 10 Für Orchester
- 1964: Sinfonie Nr. 1 op. 9 Polyphonic
- 1964: Collage über B-A-C-H. Für Streicher, Oboe, Cembalo und Klavier
- 1964: Diagramme. op. 11. Für Klavier
- 1964: Quintettino. Für Flöte, Oboe, Klarinette, Fagott und Horn
- 1963: Solfeggio. Für gemischten Chor a cappella bzw. für Streichquartett
- 1964/1994: Concerto Piccolo über B-A-C-H. Für Trompete, Streichorchester, Cembalo und Klavier
- 1966: Pro et contra. Konzert für Violoncello und Orchester
- 1966: Sinfonie Nr. 2
- 1968: Credo. Für Klavier, gemischten Chor und Orchester
- 1971: Sinfonie Nr. 3
- 1976: Für Alina. Für Klavier
- 1976: Trivium. Für Orgel
- 1976/1995/2008: Pari Intervallo. Für Orgel/für Klarinette, Posaune und Streichorchester/für zwei Klaviere oder Klavier 4hdg.
- 1976/1984/1996: An den Wassern zu Babel saßen wir und weinten. Für Singstimmen oder gemischten Chor und Orgel/für Posaune und Kammerorchester/für Singstimmen und Instrumentalensemble
- 1976/2001: Wenn Bach Bienen gezüchtet hätte. Für Klavier, Bläserquintett, Streichorchester und Schlagzeug
- 1977/1986: Arbos. Für Blockflöten und Triangel ad lib./für acht Blechbläser und Schlagzeug
- 1977/1980/1982/2007: Fratres. (verschiedene Besetzungen)
- 1977/2009: Summa. Für Chor oder Solisten a cappella/für Saxophonquartett
- 1977: Tabula rasa. Konzert für zwei Violinen (bzw. Violine und Viola), präpariertes Klavier und Streichorchester
- 1977: Variationen zur Gesundung von Arinuschka. Für Klavier
- 1977/1980: Cantus in Memoriam Benjamin Britten. Für eine Glocke und Streichorchester
- 1977/1990: Sarah was Ninety Years Old. Für 3 Singstimmen, Schlagzeug und Orgel
- 1977/1996: Cantate Domino canticum novum.  Für gemischten Chor oder Solisten und Orgel
- 1977/1996: Missa Syllabica. Für vierstimmig gemischten Chor a cappella bzw. mit Orgel
- 1978: Spiegel im Spiegel. Für Violine und Klavier (bzw. für andere Streich- oder Blasinstrumente solo mit Klavier)
- 1979: Filmmusik zu Testflug zum Saturn (Test pilota Pirxa) mit Eugeniusz Rudnik (Polen / Sowjetunion (ESSR und RSFSR), Regie: Marek Piestra, Drehbuch nach Stanisław Lem)
- 1980/2008: De profundis. Für Männerchor, Schlagzeug ad lib. und Orgel/für Männerchor und Kammerorchester
- 1980: Annum per annum. Für Orgel
- 1982: Johannes-Passion (Passio Domini nostri Jesu Christi secundum Joannem). Für Soli, gemischten Chor, Instrumentalquartett und Orgel
- 1984–1986/1992: Te Deum. Für 3 Chöre, präpariertes Klavier, Streichorchester und Tonband
- 1984: Es sang vor langen Jahren. Für Alt oder Countertenor, Violine und Viola
- 1984/1997: Zwei slawische Psalmen. Für gemischten Chor oder Solisten a cappella
- 1984/2001: Wallfahrtslied/Pilgrims’ song. Für Tenor oder Bariton und Streichquartett/für Männerchor und Streichorchester
- 1984/2004: Hymn to a Great City. Für zwei Klaviere
- 1985/1991/1995: Psalom. Für Streichquartett/für Streichorchester
- 1985/2008/2020: Stabat mater. Für Sopran, Countertenor, Tenor, Violine, Viola und Violoncello/für dreistimmig gemischten Chor und Streichorchester
- 1988/1990: Festina Lente. Für Kammerensemble/für Streichorchester und Harfe ad lib.
- 1988/1991: Sieben Magnificat-Antiphonen. Für gemischten Chor a cappella (gewidmet dem RIAS Kammerchor zum 40. Bestehen)
- 1989: Magnificat. Für gemischten Chor a cappella (Christian Grube und dem Staats- und Domchor Berlin gewidmet)[17]
- 1989/1992: Miserere. Für Soli, gemischten Chor, Ensemble und Orgel
- 1989: Nýnje k wam pribjegáju (revidiert 1997 zur Ode IX, aus dem Kanon Pokajanen)
- 1989: Mein Weg hat Gipfel und Wellentäler. Für Orgel
- 1994/2000: Mein Weg. Für 14 Streicher und Schlagzeug
- 1990/2002: Berliner Messe. (1990–1992, revidiert 1997) Für vierstimmig gemischten Chor oder Solisten und Orgel
- 1990/2001: The Beatitudes/Beatitudines. Für vierstimmig gemischten Chor und Orgel
- 1990: Bogoróditse Djévo. Für gemischten Chor a cappella
- 1990: Statuit ei Dominus. Für zwei gemischte Chöre und zwei Orgeln
- 1990/1996: Beatus Petronius. Für 2 vierstimmig gemischte Chöre und zwei Orgeln
- 1990: Memento
- 1990/1991: Summa. Für Violine, zwei Violen und Orgel/für Streichquartett/für Streichorchester
- 1991: Silouans Song. Für Streichorchester
- 1992: And One of the Pharisees (Und einer der Pharisäer). Für drei Singstimmen oder dreistimmigen Chor a cappella
- 1992/1994: Trisagion. Für Streichorchester
- 1992/2005: Mozart-Adagio. Für Violine, Violoncello und Klavier (nach KV 189e)
- 1994/1996: Litany. Für Soli, gemischten Chor und Orchester
- 1994/1997: Ode VII (Memento). Für vierstimmig gemischten Chor a cappella
- 1995/1999: Darf ich…. Für Violine solo, Röhrenglocke ad lib. und Streicher
- 1996: I am the True Vine. Für gemischten Chor a cappella
- 1996–1998: Dopo la vittoria. Piccola cantata. Für gemischten Chor a cappella
- 1997: The Woman With the Alabaster Box. Für gemischten Chor a cappella
- 1997: Tribute to Caesar. Für gemischten Chor a cappella
- 1997: Kanon pokajanen. Für gemischten Chor a cappella
- 1997: Oden I, III, IV, V, VI, VIII aus Kanon pokajanen. Für gemischten Chor a cappella
- 1997: Gebet nach dem Kanon. Für gemischten Chor a cappella
- 1998: Triodion. Für gemischten Chor a cappella
- 1998: Zwei Beter. Für Frauenchor a cappella
- 1998/2002: Como anhiela la cerva/Como cierva sedienta. Für Sopran oder Frauenchor und Orchester
- 1999–2000: Orient & Occident. Für Streichorchester
- 1999/2002: Cantique des degrés. Für vierstimmig gemischten Chor und Orchester
- 2000: Littlemore Tractus. Für gemischten Chor und Orgel
- 2000: My Heart is in the Highlands. (Nach einem Gedicht von Robert Burns[18])   Für Countertenor oder Alt und Orgel
- 2000: Which was the Son of…. Für vierstimmig gemischten Chor a cappella
- 2000/2002: Cecilia, Vergine Romana. Für vierstimmig gemischten Chor und Orchester
- 2001: Nunc dimittis. Für vierstimmig gemischten Chor a cappella
- 2001–2002: Salve Regina. Für vierstimmig gemischten Chor und Orgel
- 2002/2006: 2 Wiegenlieder. Für Singstimme bzw. zwei Frauenstimmen und Klavier/für Frauenchor oder zwei Frauenstimmen und Streichorchester
- 2002: Peace upon you, Jerusalem (Friede mit dir, Jerusalem). Für Frauenchor a cappella
- 2002: Lamentate. Für Klavier und Orchester, (inspiriert durch die Skulptur Marsyas von Anish Kapoor)
- 2003: In principio. Für gemischten Chor und Orchester
- 2003: Most Holy Mother of God. Für vier Singstimmen a cappella
- 2003/2007: Passacaglia. Für Violine und Klavier/für eine od. zwei Violinen, Vibraphon ad lib. und Streichorchester
- 2004/2005/2008: L’Abbé Agathon. Für Sopran und acht Violoncelli/für Sopran, vier Violen und vier Violoncelli/für Sopran, Alt, Frauenchor und Streichorchester
- 2004: Anthem of St John the Baptist. Für vierstimmig gemischten Chor und Orgel
- 2004/2006/2007/2009: Da pacem Domine. Für Singstimmen a cappella; für Chor und Streichorchester; für Streichquartett bzw. -orchester; für vierstimmig gemischten Chor und Streichorchester/für Blockflötenquartett/für Saxophonquartett
- 2005: Vater unser. Für Knabensopran (oder Countertenor) und Klavier (2013 Fassung für Countertenor und Streicher)
- 2005: La Sindone. Für Orchester
- 2005: Von Angesicht zu Angesicht. Für Sopran, Bariton, Klarinette, Viola und Kontrabass
- 2006: Estländler. Für Flöte
- 2006: Für Anna Maria. Für Klavier
- 2006: Für Lennart in memoriam. Für Streichorchester
- 2006/2009 Veni Creator. Für gemischten Chor oder Solisten und Orgel/für vierstimmig gemischten Chor und Streichorchester
- 2007: The Deer’s Cry. Für vierstimmig gemischten Chor a cappella
- 2007: Morning Star. Für vierstimmig gemischten Chor a cappella
- 2007: Scala cromatica. (Trio piccolo) Für Violine, Violoncello und Klavier
- 2007: Sei gelobt, du Baum. Für Bariton, Violine, Quinterne und Kontrabass
- 2007–2008: These Words. Für Streichorchester und Schlagzeug
- 2008: Sinfonie Nr. 4 Los Angeles. Für Streichorchester, Harfe, Pauken und Schlagzeug (gewidmet Michael Chodorkowski[19])
- 2008: O-Antiphonen. Für acht Violoncelli
- 2008: Alleluja-Tropus. Für Vokalensemble (oder Kammerchor) und acht Violoncelli ad lib.
- 2009: Adams Lament. Für vierstimmig gemischten Chor und Streichorchester
- 2009: Silhouette (Hommage à Gustave Eiffel). Für Streichorchester und Schlagzeug
- 2009: Missa brevis. Für zwölf Violoncelli
- 2010: Alleluja-Tropus. Für vierstimmig gemischten Chor und Streichorchester
- 2010: In spe. Für Bläserquintett und Streichorchester
- 2010: Ukuaru valss. Für Klavier
- 2014: Swansong. Für Orchester
- 2016: The Deer’s Cry. Für Chor und Streicher und Bläser[20]

## Film
- Dorian Supin: Arvo Pärt: And Then Came the Evening and the Morning (Alternativtitel: Who Is Arvo Pärt? – A Journey Into the Mind of a Composer, Originaltitel: Siis sai õhtu ja sai hommik), Dokumentarfilm. Eine Co-Produktion von Eesti Telefilm, Yleisradio und Monarda Arts, 1990.

## Graphic Novel
2018 erschien eine Graphic Novel des estnischen Grafikers und Karikaturisten Joonas Sildre, die 2021 auf Deutsch erschienen ist:
- Zwischen zwei Tönen. Aus dem Leben des Arvo Pärt. Eine Graphic Novel. Aus dem Estnischen von Maximilian Murmann. Berlin & Dresden: Voland & Quist 2021. 222 S.